# Turovi
Turovi (en serbe cyrillique : Турови) est un village de Bosnie-Herzégovine. Il est situé sur le territoire de la ville d'Istočno Sarajevo, dans la municipalité de Trnovo et dans la république serbe de Bosnie. Selon les premiers résultats du recensement bosnien de 2013, il compte 155 habitants.

## Géographie
Le village est situé au sud-ouest de Trnovo, à la confluence de la Hrasnica et de la Željeznica, un affluent droit de la Bosna.

## Démographie

### Évolution historique de la population dans la localité
| 1948 | 1953 | 1961 | 1971 | 1981 | 1991 | 2013 |
| ---- | ---- | ---- | ---- | ---- | ---- | ---- |
| -    | -    | 336  | 342  | 318  | 309  | 155  |

|  |